# Военно-воздушные силы Испании

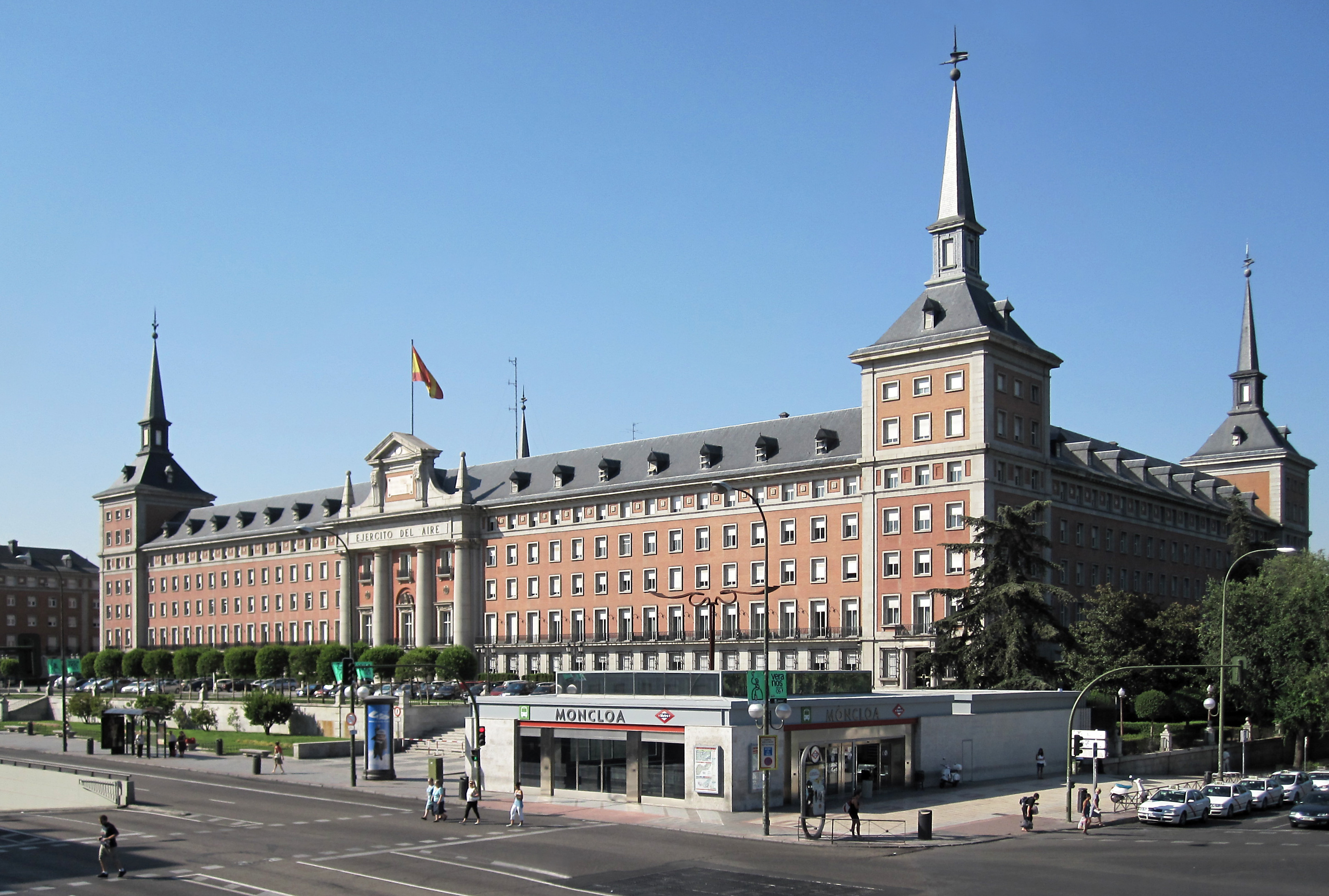
Штаб-квартира испанских ВВС (Мадрид)

Военно-воздушные силы Испании (исп. Ejército del Aire de España) — один из видов Вооружённых сил Испании. В число задач, выполняемых ВВС Испании, входят завоевание и удержание превосходства в воздухе, прикрытие важных объектов страны и группировок войск от ударов с воздуха, защита морских и воздушных коммуникаций в районах Иберийской Атлантики и Западного Средиземноморья, оказание непосредственной поддержки сухопутным войскам и силам флота, ведению воздушной разведки, высадка воздушных десантов, перевозка по воздуху войск и грузов.

## История
Военно-воздушные силы Испании были созданы в марте 1911 года (Aeronáutica militar Española). Во время гражданской войны 1936—1939 параллельно существовали ВВС Испанской Республики (Fuerzas Aéreas de la República Española) и Национальная авиация (Aviación Nacional). После победы франкистов эти две структуры были объединены в одну, и с 9 ноября 1939 года ведётся отсчёт истории современных военно-воздушных сил.
Во время Второй мировой войны Испания оставалась нейтральной, однако отправила на Восточный фронт «Голубую дивизию», а также эскадрилью ВВС.
В послевоенное время проводились закупки авиатехники в США (F-86, F-4, F-5) и во Франции («Мираж» III, «Мираж» F-1). В 1982 году Испания вступила в НАТО.
В июле 1986 года в США были закуплены первые четыре F-18.
В 1990-х годах национальные ВВС приняли участие в военных операциях Североатлантического Альянса на Балканах (Deny Flight, Deliberate Force, Allied Force).
Штаб-квартира испанских ВВС находится в Мадриде.
4 октября 2024 года в провинции Теруэль разбился самолёт F-18 ВВС Испании (пилот погиб).

## Структура

### Штаб-квартира
Штаб-квартира (Cuartel General del Ejército del Aire) (Мадрид)
- Генеральный штаб ВВС (Estado Mayor del Ejército del Aire).
  - Управление (Jefatura)
  - Главный секретариат Генерального штаба (Secretaría General del Estado Mayor)
    - Постоянный секретариат Высшего совета ВВС (Secretaría Permanente del Consejo Superior del Ejército del Aire)

  - Отдел планов (División de Planes)
  - Отдел операциях (División de Operaciones)
  - Отдел тыла (División de Logística)
- Кабинет начальника Штаб-квартире (Командующий ВВС) (Gabinete del Jefe de Estado Mayor del Ejército del Aire)
- Управление технических служб и информационных и телекомуникационных систем (Jefatura de Servicios Técnicos y de Sistemas de Información y Telecomunicaciones)
  - Дирекция информационных и телекомуникационных систем (Dirección de Sistemas de Información y Telecomunicaciones)
  - Дирекция технических служб (Dirección de Servicios Técnicos)
  - Центр компьютерного управления (Centro de Informática de Gestión)
  - Дирекция киберобороны (Dirección de Ciberdefensa)
- Историческая и культурная служба ВВС (Servicio Histórico y Cultural del Ejército del Aire)
  - Военно-воздушный институт истории и културы (Instituto de Historia y Cultura Aeronáuticas)
  - Воздухо-плавательный и космический музей (Museo de Aeronáutica y Astronáutica)
- Группировка штаб-квартире (Agrupación del Cuartel General del Ejército del Aire)
- Правный отдел (Asesoría Jurídica)
- Отдел внутренного контроля (Intervención Delegada)

### Боевые силы
Боевые силы (Fuerza)
- Боевое военно-воздушное командование (БВВК) (Mando Aéreo de Combate) (MACOM)
  - Штаб-квартира (Cuartel General del Mando Aéreo de Combate) (Авиабаза Торрехон)
    - Штаб (Estado Mayor del Mando Aéreo de Combate)
    - Оперативный центр (Centro de Operaciones Aéreas Combinadas de Torrejón (CAOC-TJ))

  - Директорат систем командования и контроля (Jefatura del Sistema de Mando y Control) (Авиабаза Торрехон)
    - Секретариат (Secretaría)
    - Орган управления систем командования и контроля (Órgano de Gestión de Mando y Control)
    - Северная авиагруппа командования и контроля (Grupo Norte de Mando y Control) (Base Aérea de Zaragoza)
    - Центральная авиагруппа командования и контроля (Grupo Central de Mando y Control) (Base Aérea de Torrejón)
    - Мобильная авиагруппа контроля воздушного пространства (Grupo Móvil de Control Aéreo) (Acuartelamiento Aéreo de Tablada)
    - 1-я эскадрилья воздушного наблюдения и военно-воздушный лагерь Ел Фрасно (Escuadrón de Vigilancia Aérea nº1 (EVA 1) y Acuartelamiento Aéreo El Frasno)
    - 2-я эскадрилья воздушного наблюдения и военно-воздушный лагерь Виятобас (Escuadrón de Vigilancia Aérea nº2 (EVA 2) y Acuartelamiento Aéreo Villatobas)
    - 3-я эскадрилья воздушного наблюдения и военно-воздушный лагерь Константина (Escuadrón de Vigilancia Aérea nº3 (EVA 3) y Acuartelamiento Aéreo Constantina)
    - 4-я эскадрилья воздушного наблюдения и военно-воздушный лагерь Росас (Escuadrón de Vigilancia Aérea nº4 (EVA 4) y Acuartelamiento Aéreo Rosas)
    - 5-я эскадрилья воздушного наблюдения и военно-воздушный лагерь Айтана (Escuadrón de Vigilancia Aérea nº5 (EVA 5) y Acuartelamiento Aéreo Aitana)
    - 7-я эскадрилья воздушного наблюдения и военно-воздушный лагерь Пуиг Майор (Escuadrón de Vigilancia Aérea nº7 (EVA 7) y Acuartelamiento Aéreo Puig Mayor)
    - 9-я эскадрилья воздушного наблюдения и военно-воздушный лагерь Мотрил (Escuadrón de Vigilancia Aérea nº9 (EVA 9) y Acuartelamiento Aéreo Motril)
    - 10-я эскадрилья воздушного наблюдения и военно-воздушный лагерь Барбанса (Escuadrón de Vigilancia Aérea nº10 (EVA 10) y Acuartelamiento Aéreo Barbanza)
    - 11-я эскадрилья воздушного наблюдения и военно-воздушный лагерь Лос Гасулес (Escuadrón de Vigilancia Aérea nº11 (EVA 11) y Acuartelamiento Aéreo Alcalá de los Gazules)
    - 12-я эскадрилья воздушного наблюдения и военно-воздушный лагерь Еспиноса де лос Монтерос (Escuadrón de Vigilancia Aérea nº12 (EVA 12) y Acuartelamiento Aéreo Espinosa de los Monteros)
    - 13-я эскадрилья воздушного наблюдения и военно-воздушный лагерь Сиерра Еспуня (Escuadrón de Vigilancia Aérea nº13 (EVA 13) y Acuartelamiento Aéreo Sierra Espuña)
    - 21-я эскадрилья воздушного наблюдения (Escuadrón de Vigilancia Aérea nº21 (EVA 21)) (Vega de San Mateo, Pozo de las Nieves) (административно является частью Канарского командования ВВС, оперативно подчиняется ДСКК)
    - 22-я эскадрилья воздушного наблюдения (Escuadrón de Vigilancia Aérea nº22 (EVA 22)) (Haría (Lanzarote)) (административно является частью Канарского командования ВВС, оперативно подчиняется ДСКК)

  - Директорат воздушного движения (Jefatura de Movilidad Aérea) (Авиабаза Сарагоса)
    - Секретариат (Secretaría)
    - Секция воздушных операций (Sección de Operaciones Aéreas)
    - Секция движения и транспорта (Sección de Movimiento y Transporte)

  - Управления специальных операций и боевого поиска и спасения (Jefatura de Operaciones Aéreas Especiales y Recuperación de Personal)
  - Национальная компонента программы тактического лидерства (Componente Nacional del Programa de Liderazgo Táctico)
- Общее военно-воздушное командование (ОВВК) (Mando Aéreo General (MAGEN)) (Мадрид)
  - Штаб-квартира (Cuartel General del Mando Aéreo General)
    - Штаб ОВВК (Estado Mayor del Mando Aéreo General)
      - Секретариат штаба (Secretaría de Estado Mayor)
      - Секция организации и персонала (Sección de Organización y Personal)
      - Секция операций (Sección de Operaciones)
      - Секция тыла (Sección de Logística)

  - Части командования:
    - Авиабаза Торрехон (Base Aérea de Torrejón)
      - 12-е авиакрыло (Ala 12) (Авиабаза Торрехон) (оперативно подчиняется БВВК)
        - 12-я авиагруппа (12 Grupo)
          - 121-я эскадрилья (Escuadrón 121) — ЕF-18M/BM Hornet (C.15/CE.15)
          - 122-я эскадрилья (Escuadrón 122) — ЕF-18M/BM Hornet (C.15/CE.15)

      - 43-я авиагруппа ВВС (43 Grupo de Fuerzas Aéreas) (Base Aérea de Torrejón) (оперативно подчиняется Сил действий по чрезвычайным ситуациям (Unidad Militar de Emergencias (UME))
        - 431-я эскадрилья (Escuadrón 431) — CL-215T/415 (UD.13/14)
        - 432-я эскадрилья (Escuadrón 432) — CL-215T/415 (UD.13/14)

      - 45-я авиагруппа ВВС (45 Grupo de Fuerzas Aéreas) (Base Aérea de Torrejón) (оперативно подчиняется БВВК, группа правительственного авиатранспорта и дозаправки в воздухе)
        - 451-я эскадрилья (Escuadrón 451) — A310-304 (T.22), Falcon 900B (T.18)

      - 47-я смешанная авиагруппа ВВС (47 Grupo Mixto de Fuerzas Aéreas) (Base Aérea de Torrejón) (оперативно подчиняется БВВК, группа РЭБ и спецразведки)
        - в 2019 году будет сформирована 471-я эскадрилья (Escuadrón 471) на MQ-9 Reaper
        - 472-я эскадрилья (Escuadrón 472) — Falcon 20D/E (TM.11), C212-200 (T.12D)/ C212-200 (TM.12D)

      - Авиабаза Торрехон — Группировка авиабазы Торрехона (Base Aérea de Torrejón — Agrupación Base Aérea de Torrejón)
      - Лётно-исспитательный центр летательных аппаратов и вооружения (Centro Logístico de Armamento y Experimentación (CLAEX)) (оперативно подчиняется Командованию тыловой поддержки (MALOG))
        - 54-я авиагруппа ВВС (54 Grupo de Fuerzas Aéreas)
          - 541-я эскадрилья (Escuadrón 541) — C212-200 (T.12D), C101EB (E.25)

      - Интендантский центр (Centro Logístico de Intendencia) (оперативно подчиняется Командованию тыловой поддержки (MALOG))
      - Центр аэрокосмических систем наблюдения (Centro de Sistemas Aeroespaciales de Observación)
      - Медицинская част экспедиционной поддержки ВВС Мадрид (Unidad Médica Aérea de Apoyo al Despliegue — Madrid)
      - Част аэромедицинской эвакуации (Unidad Médica de Aeroevacuación)
      - Координационный спасательный центр Мадрид (Centro Coordinador de Salvamento de Madrid (RCC Madrid))
      - Авиационная техническая школа (Escuela de Técnicas Aeronáuticas) (оперативно подчиняется Командованию персонала (MAPER))

    - Авиабаза Сарагоса (Base Aérea de Zaragoza)
      - 15-е авиакрыло (Ala 15) (Авиабаза Сарагоса) (оперативно подчиняется БВВК)
        - 15-я авиагруппа (15 Grupo)
          - 151-я эскадрилья (Escuadrón 151) — ЕF-18M/BM Hornet (C.15/CE.15)
          - 152-я эскадрилья (Escuadrón 152) — ЕF-18M/BM Hornet (C.15/CE.15)
          - 153-я эскадрилья (Escuadrón 153) — ЕF-18M/BM Hornet (C.15/CE.15)

      - 31-е авиакрыло (Ala 31) (Base Aérea de Zaragoza) (оперативно подчиняется БВВК)
        - 31-я авиагруппа (31 Grupo)
          - 311-я эскадрилья (Escuadrón 311) — C-130H/H-30 (T.10/TL.10), A400M (T.23)
          - 312-я эскадрилья (Escuadrón 312) — KC-130H (TK.10), A400M (TK.23)

      - Группировка авиабазы Сарагоса (Agrupación Base Aérea de Zaragoza)
      - эскадрилья экспедиционной поддержки ВВС (Escuadrón de Apoyo al Despliegue Aéreo)
      - Медицинская част экспедиционной поддержки ВВС Сарагоса (Unidad Médica Aérea de Apoyo al Despliegue — Zaragoza)
      - Техническая школа безопасности, обороны и тыла (Escuela de Técnicas de Seguridad, Defensa y Apoyo) (оперативно подчиняется Командованию персонала (MAPER))

    - Авиабаза Куатро Виентос (Мадрид)
      - 48-е авиакрыло (Ala 48) (оперативно подчиняется БВВК, група специальных операций, боевого поиска и спасения и правительственного авиатранспорта внутри Испании)
        - 48-я авиагруппа (48 Grupo)
          - 803-я эскадрилья (Escuadrón 803) — AS332B/B1 (HD.21)
            - Деташемент 803-й Эск. (destacamento 803 Esc.) — CN235MPA-100 (D.4) (авиабаза Хетафе)

          - 402-я эскадрилья (Escuadrón 402) (en Cuatro Vientos (Madrid) — AS332M1 (HT.21A), AS532UL (HT.27)

      - Группировка авиабазы Куатро Виентос (Agrupación de la Base Aérea de Cuatro Vientos)
      - Авиаремонтный завод Мадрид (Maestranza Aérea de Madrid) (оперативно подчиняется Командованию тыловой поддержки (MALOG))
      - Техническая школа командования, (Escuela de Técnicas de Mando, Control y Telecomunicaciones) (оперативно подчиняется Командованию персонала (MAPER))

    - Авиабаза Морон (Морон-де-ла-Фронтера, Севилья)
      - 11-е авиакрыло (Ala 11) (оперативно подчиняется БВВК)
        - 11-я авиагруппа (11 Grupo)
          - 111-я эскадрилья (Escuadrón 111) — EF2000/(T) (C.16/CE.16)
          - 113-я эскадрилья (Escuadrón 113) — EF2000/(T) (C.16/CE.16) (эскадрилья оперативного переучивания Eurofighter)

        - 22-я авиагруппа (22 Grupo)
          - 221-я эскадрилья (Escuadrón 221) — P-3M (P.3M)

      - Авиабаза Морон (Base Aérea de Morón)
      - Военно-воздушный лагерь Таблада — Группировка военно-воздушного лагеря Таблада (Acuartelamiento Aéreo de Tablada — Agrupación Acuartelamiento Aéreo de Tablada)
      - Мобильная авиагруппа воздушного контроля (Grupo Móvil de Control Aéreo)
      - 2-я эскадрилья экспедиционной поддержки ВВС (Segundo Escuadrón de Apoyo al Despliegue Aéreo)
      - Авиаремонтный завод Севилья (Maestranza Aérea de Sevilla) (част завода находится в военной зоне аэродрома Севилья — Сан Пабло) (оперативно подчиняется Командованию тыловой поддержки (MALOG))

    - Авиабаза Лос Янос (Альбасете)
      - 14-е авиакрыло (Ala 14) (оперативно подчиняется БВВК)
        - 14-я авиагруппа (14 Grupo)
          - 141-я эскадрилья (Escuadrón 141) — (ожидает самолёты Eurofighter)
          - 142-я эскадрилья (Escuadrón 142) — EF2000/(T) (C.16/CE.16)

      - Авиаремонтный завод Альбасете (Maestranza Aérea de Albacete) (оперативно подчиняется Командованию тыловой поддержки (MALOG))

    - Авиабаза Талавера-ла-Реаль (Бадахос)
      - 23-е авиакрыло (Ala 23) (оперативно подчиняется Командованию персонала (MAPER), учебное авиаавиакрыло истребительной авиации)
        - 23-я авиагруппа (23 Grupo)
          - 231-я эскадрилья (Escuadrón 231) — SF-5M (AE.9)
          - 232-я эскадрилья (Escuadrón 232) — SF-5M (AE.9)

    - Авиабаза Хетафе (Мадрид)
      - 35-е авиакрыло (Ala 35) (оперативно подчиняется БВВК)
        - 35-я авиагруппа (35 Grupo)
          - 352-я эскадрилья (Escuadrón 352) — C295M (T.21)
          - 353-я эскадрилья (Escuadrón 353) — C295M (T.21)

      - Центр картографии и фотографии ВВС (Centro Cartográfico y Fotográfico (CECAF))
        - 403-я эскадрилья (Escuadrón 403) — CN235M-10 (T.19A), Ce560 (TR.20)
        - 409-я эскадрилья (Escuadrón 409) — Beech C90 (E.22)

      - Военно-воздушный лагер Хетафе — Группировка военно-воздушного лагера Хетафе (Acuartelamiento Aéreo de Getafe — Agrupación Acuartelamiento Aéreo de Getafe)
      - группа связи (Grupo de Transmisiones) (оперативно подчиняется Управлению технических служб и информационных и телекомуникационных систем)
      - Центр материальной поддержки (Centro Logístico de Material de Apoyo) (част центра находится в авиабазы Куатро Вйентос) (оперативно подчиняется Командованию тыловой поддержки (MALOG))
      - Центр техники связи (Centro Logístico de Transmisiones) (оперативно подчиняется Командованию тыловой поддержки (MALOG))

    - Авиабаза Вильянубла (Вальядолид)
      - 37-е авиакрыло (Ala 35) (оперативно подчиняется БВВК)
        - 37-я авиагруппа (37 Grupo)
          - Служба воздушного наблюдения в поддержки таможной службы (Servicio de Vigilancia Aduanera) — C295M (T.21)

      - (42 Grupo de Fuerzas Aéreas) (оперативно подчиняется Командованию персонала (MAPER), учебное авиаавиакрыло основной летной подготовки)
        - 422-я эскадрилья (Escuadrón 422) — Beech F33C (E.24A)

    - Авиабаза Сон Сан Хуан (Пальма де Майорка, Балеарские острова)
      - 49-е авиакрыло (Ala 49) (оперативно подчиняется БВВК)
        - Координационный спасательный центр Пальма (Centro Coordinador de Salvamento de Palma (RCC Palma))
        - 49-я авиагруппа (49 Grupo)
          - 801-я эскадрилья (Escuadrón 801) — CN235MPA-100 (D.4)

    - Авиабаза Алькантарилья (Мурсия)
      - Авиабаза Алькантарилья — Школа военного парашютизма «Мендес Парада» (Base Aérea de Alcantarilla — Escuela Militar de Paracaidismo «Méndez Parada») (оперативно подчиняется Командованию персонала (MAPER))
      - 721-я эскадрилья (Escuadrón 721) — C212-100/200 (T.12B/TR.12D)
      - эскадрилья сапёров-парашютистов[исп.] (Escuadrón de Zapadores Paracaidistas (EZAPAC)) — спецназ ВВС (оперативно подчиняется БВВК)

    - Авиабаза Сан Хавиер (Мурсия)
      - Главная академия ВВС (Academia General del Aire (AGA)) (оперативно подчиняется Командованию персонала (MAPER))
        - 79-е авиакрыло (Ala 79)
          - 791-я эскадрилья (Escuadrón 791) — T-35C (E.26)
          - 793-я эскадрилья (Escuadrón 793) — C101EB (E.25)
          - 794-я эскадрилья «Патрул Орёл» (Escuadrón 794 «Patrulla Aguila») — C101EB (E.25)

    - Военный аэродром Леон (Ла Вирхен дел Камино, Леон)
      - Основная академия ВВС (Academia Básica del Aire (ABA)) (оперативно подчиняется Командованию персонала (MAPER))
      - Военно-дисциплинарная част Север (Establecimiento Disciplinario Militar Norte)

    - Авиабаза Матакан (Саламанка)
      - группа 74 — группа школов Матакан (Grupo 74 — Grupo de Escuelas de Matacán) (оперативно подчиняется Командованию персонала (MAPER))
        - 741-я эскадрилья (Escuadrón 741) — C101EB (E.25)
        - 744-я эскадрилья (Escuadrón 744) — CN235M-100 (T.19B)

    - Авиабаза Армилья (Гранада)
      - 78-е авиакрыло (Ala 78) (оперативно подчиняется Командованию персонала (MAPER))
        - 78-я авиагруппа (78 Grupo)
          - 781-я эскадрилья (Escuadrón 781) — S-76C (HE.24)
          - 782-я эскадрилья (Escuadrón 782) — EC120B (HE.25)

    - Авиабаза Малага
    - Военный аэродром Лансароте (Сан Бартоломе, Лансароте) (оперативно подчиняется Командованию Канарских островов (MACAN))
    - Военно-воздушная комендатура аэропорта Мелилья
    - Военный аэродром Польенса
    - Военный аэродром Сантьяго-де-Компостела
    - Военно-воздушный лагерь Альто де лос Леонес (Сеговия)
      - 3-я Рота связи (Escuadrilla de Transmisiones Nº 3) (оперативно подчиняется Управлению технических служб и информационных и телекомуникационных систем)

    - Военно-воздушный лагерь Барденас (Тудела)
    - Военно-воздушный лагерь Бобадилья (Малага)
    - Военно-воздушный лагерь Ла Муела (Сарагоса)
    - Военно-воздушный лагерь Ел Прат (Барселона)
    - Военно-воздушный лагерь Ел Ведат (Валенсия)
    - Военно-воздушный лагерь Лас Пальмас (оперативно подчиняется Командованию Канарских островов (MACAN))
- Военно-воздушное командование Канарских островов (Mando Aéreo de Canarias (MACAN)) (Лас-Пальмас-де-Гран-Канария)
  - Штаб-квартира (Cuartel General del Mando Aéreo de Canarias)
    - Штаб (Estado Mayor del Mando Aéreo de Canarias)
      - Секция организации и персонала (Sección de Organización y Personal)
      - Секция операций (Sección de Operaciones)
      - Секция тыла (Sección de Logística)

    - группа тыловой поддержки штаба (Grupo del Cuartel General del Mando Aéreo de Canarias) (Военно-воздушный лагер Лас Пальмас)

  - Части командования:
    - Авиабаза Гандо — 46-е авиакрыло (Base Aérea de Gando — Ala 46)
      - 46-я авиагруппа (46 Grupo)
        - 462-я эскадрилья (Escuadrón 462) — F/A-18A+ (C.15)

      - 82-я авиагруппа (82 Grupo)
        - 802-я эскадрилья (Escuadrón 802) — CN235MPA-100 (D.4), AS332B (HD.21), H215 (HD.21)

    - Военно-воздушный лагерь Лас Пальмас (Acuartelamiento Aéreo de Las Palmas)
    - Военный аэродром Лансароте (Aeródromo Militar de Lanzarote)
    - Части Директората систем командования и контроля БВВК, в оперативном подчинении Канарского командованию
      - / группа предупреждения и боевого управления (Grupo de Alerta y Control (GRUALERCON)) (Base Aérea de Gando)
      - 21-я эскадрилья воздушного наблюдения (Escuadrón de Vigilancia Aérea nº21 (EVA 21)) (Vega de San Mateo, Pozo de las Nieves)
      - 22-я эскадрилья воздушного наблюдения (Escuadrón de Vigilancia Aérea nº22 (EVA 22) (Haría (Lanzarote))

### Тыл ВВС
Тыл ВВС (Apoyo a la Fuerza)
- Командование личного состава (Mando de Personal (MAPER))
  - Управление (Jefatura)
  - Дирекция личного состава (Dirección de Personal)
    - Под-дирекция управления персонала (Subdirección de Gestión de Personal)
    - Под-дирекция обслуживания персонала (Subdirección de Asistencia al Personal)

  - Дирекция обучения (Dirección de Enseñanza)
  - Санитарная дирекция (Dirección de Sanidad)
    - Тылово-оперативная санитарная под-дирекция (Subdirección de Sanidad Logístico-Operativa)
    - Под-дирекция санитарных мероприятий (Subdirección de Acción Sanitaria)
    - Учебный центр авиационной медицины (Centro de Instrucción de Medicina Aeroespacial)

  - Центр воздушной войны (Centro de Guerra Aérea)
- Командование логистичной поддержки (Mando de Apoyo Logístico (MALOG))
  - Управление (Jefatura)
  - Дирекция закупок (Dirección de Adquisiciones)
    - Под-дирекция экономико-финансового управления (Subdirección de Gestión Económica-Financiera)
    - Под-дирекция договоров (Subdirección de Contratación)
    - Под-дирекция надзора договоров (Subdirección de Asistencia a la Contratación y Enajenaciones)

  - Дирекция снабжения и оперативной тыловой поддержки (Dirección de Sostenimiento y Apoyo Logístico Operativo)
    - Под-дирекция управления вооружения и материалов (Subdirección de Gestión de Armamento y Material)
    - Под-дирекция обеспечения, транспорта и тыловой поддержки (Subdirección de Abastecimiento, Transporte y Apoyo Logístico)

  - Дирекция инженерных и инфраструктурных дел (Dirección de Ingeniería e Infraestructuras)
    - Под-дирекция (Subdirección de Ingeniería de Infraestructuras)
    - Под-дирекция (Subdirección de Ingeniería de Aviones de Transporte, Entrenadores y Helicópteros)
    - Под-дирекция (Subdirección de Ingeniería de Aviones de Caza)
- Дирекция экономических дел (Dirección de Asuntos Económicos)
  - Под-дирекция бухгалтерского учета и бюджета (Subdirección de Contabilidad y Presupuesto)
  - Под-дирекция экономического управления и договоров (Subdirección de Gestión Económica y Contratación)

## Боевой состав
| Обозначение формирования или части | Вооружение и оснащение | Место расположения |
| ---------------------------------- | ---------------------- | ------------------ |
|                                    |                        |                    |
|                                    |                        |                    |
|                                    |                        |                    |
|                                    |                        |                    |
|                                    |                        |                    |
|                                    |                        |                    |
|                                    |                        |                    |

## Техника и вооружение
Данные о количестве техники ВВС Испании взяты из Military Balance 2018.
| Самолёты    | Самолёты                                                                                     | Самолёты           | Самолёты                                 | Самолёты                                                             | Самолёты   | Самолёты                                                                             |
| Изображение | Тип                                                                                          | Производство       | Назначение                               | Обозначение в ВВС Испании                                            | Количество | Примечания                                                                           |
| ----------- | -------------------------------------------------------------------------------------------- | ------------------ | ---------------------------------------- | -------------------------------------------------------------------- | ---------- | ------------------------------------------------------------------------------------ |
|             | Eurofighter Typhoon                                                                          | Европа             | многоцелевой истребитель                 | C-16 Typhoon                                                         | 61         | в составе ВВС c октября 2004 года                                                    |
|             | Mc Donnell Douglas EF-18A Hornet Mc Donnell Douglas EF-18A MLU Mc Donnell Douglas EF-18B MLU | США                | истребитель-бомбардировщик учебно-боевой | C-15                                                                 | 20 53 12   | в составе ВВС c июля 1986 года                                                       |
|             | Lockheed P-3M Orion                                                                          | США                | береговой патрульный                     |                                                                      | 3          | в составе ВВС c 1973 года                                                            |
|             | Lockheed KC-130H Hercules Lockheed C-130H Hercules                                           | США                | заправщик военно-транспортный            | T-10                                                                 | 5 7        | в составе ВВС c 1973 года                                                            |
|             | CASA C-212 Aviocar                                                                           | Испания            | Самолёт РЭБ                              | TM.12D                                                               | 1          |                                                                                      |
|             | Dassault Falcon 20D                                                                          | Франция            | навигационный и радиоэлектронной борьбы  | T-11                                                                 | 2          | в составе ВВС c 1970 года                                                            |
|             | Cessna 550 Citation V                                                                        | ЕС                 | разведчик                                |                                                                      | 3          |                                                                                      |
|             | CASA CN-235 VIGMA CASA CN-235 (TR-19A)                                                       | Испания            | Патрульный разведывательный              | T-19                                                                 | 8 2        |                                                                                      |
|             | Beechcraft C90 King Air                                                                      | США                | общего назначения                        | U-22                                                                 | 3          |                                                                                      |
|             | Beechcraft F-33C Bonanza                                                                     | США                | общего назначения                        |                                                                      | 22         |                                                                                      |
|             | CASA C-212 Aviocar                                                                           | Испания            | военно-транспортный                      |                                                                      | 10         | в составе ВВС c 1974 года                                                            |
|             | CASA CN-235                                                                                  | Испания            | военно-транспортный                      | T-19                                                                 | 13         |                                                                                      |
|             | CASA C-295                                                                                   | Испания            | военно-транспортный                      | T.21                                                                 | 13         | в составе ВВС c 2000 года                                                            |
|             | Airbus A310                                                                                  | ЕС                 | пассажирский                             | T.22                                                                 | 2          | в составе ВВС 2003 года                                                              |
|             | Boeing 707                                                                                   | США                | пассажирский                             | T-17 (transporte)TK-17 (reabastecimiento) TM-17 (guerra electrónica) | 1          | пассажирские включают модификацию радиоэлектронной борьбы. В составе ВВС c 1987 года |
|             | Dassault Falcon 900                                                                          | Франция            | административный                         | T-18                                                                 | 5          | в составе ВВС c 1988 года                                                            |
|             | CASA C-101 Aviojet                                                                           | Испания            | учебный                                  |                                                                      | 65         |                                                                                      |
|             | CASA T-35C Tamiz                                                                             | Испания            | учебный                                  | E-26                                                                 | 37         | Чилийские ENAER T-35C Pillán собранные CASA                                          |
| Вертолёты   |                                                                                              |                    |                                          |                                                                      |            |                                                                                      |
|             | Aerospatiale AS.332B/B1/M1 Super Puma                                                        | Франция            | транспортный                             | HD-21                                                                | 15         | в составе ВВС c 1982 года                                                            |
|             | Aérospatiale AS.532UL Cougar                                                                 | Франция            | административный                         | HD-21                                                                | 2          | в составе ВВС c 1982 года                                                            |
|             | Aérospatiale SA 330 Puma                                                                     | Франция            | транспортный                             | HD-19                                                                | 6          | в составе ВВС c 1974 года                                                            |
|             | Sikorsky S-76C Spirit                                                                        | США                | транспортный                             | HE-24                                                                | 8          | в составе ВВС c 1991 года                                                            |
|             | Eurocopter EC120 Colibri                                                                     | Франция · Германия | транспортный                             | HE-25                                                                | 14         | в составе ВВС c 2000 года                                                            |

## Опознавательные знаки

Пункты базирования

Опознавательный знак ВВС Испании
Знак на киль (стилизованный Бургундский крест[9])

### Эволюция опознавательных знаков
| Опознавательный знак | Знак на фюзеляж | Знак на киль | Когда использовался            | Порядок нанесения |
| -------------------- | --------------- | ------------ | ------------------------------ | ----------------- |
|                      |                 |              | 1911 — 1931                    |                   |
|                      |                 |              | 1931 — 1936                    |                   |
|                      |                 |              | 1936 — 1939                    |                   |
|                      |                 |              | 1936 — 1939                    |                   |
|                      |                 |              | 1939 — 1945                    |                   |
|                      |                 |              | с 1945 года по настоящее время |                   |

## Знаки различия

### Генералы и офицеры
| Категории               | Генералы                    | Генералы         | Генералы          | Генералы            | Генералы           | Старшие офицеры | Старшие офицеры  | Старшие офицеры | Младшие офицеры | Младшие офицеры   | Младшие офицеры |
| ----------------------- | --------------------------- | ---------------- | ----------------- | ------------------- | ------------------ | --------------- | ---------------- | --------------- | --------------- | ----------------- | --------------- |
|                         |                             |                  |                   |                     |                    |                 |                  |                 |                 |                   |                 |
| Испанское звание        | Capitán General             | General del Aire | Teniente General  | General de División | General de Brigada | Coronel         | Teniente Coronel | Comandante      | Capitán         | Teniente          | Alférez         |
| Российское соответствие | Маршал Российской Федерации | Генерал армии    | Генерал-полковник | Генерал-лейтенант   | Генерал-майор      | Полковник       | Подполковник     | Майор           | Капитан         | Старший лейтенант | Лейтенант       |

### Сержанты и солдаты
| Категории               | Подофицеры        | Подофицеры  | Сержанты и старшины | Сержанты и старшины | Сержанты и старшины | Сержанты и старшины | Сержанты и старшины | Солдаты  | Солдаты            | Солдаты |
| ----------------------- | ----------------- | ----------- | ------------------- | ------------------- | ------------------- | ------------------- | ------------------- | -------- | ------------------ | ------- |
|                         |                   |             |                     |                     |                     |                     |                     |          |                    |         |
|                         | Suboficial mayor  | Subteniente | Brigada             | Sargento Primero    | Sargento            | Cabo mayor          | Cabo Primero        | Cabo     | Soldado de primera | Soldado |
| Российское соответствие | Старший прапорщик | Прапорщик   | Старшина            | нет                 | Старший сержант     | Сержант             | Младший сержант     | Ефрейтор | Рядовой            | нет     |